# شعبان كندي
شعبان‌ كندي هي قرية في مقاطعة أرومية، إيران. يقدر عدد سكانها بـ 59 نسمة بحسب إحصاء 2016.